# Galium labradoricum
Galium labradoricum là một loài thực vật có hoa trong họ Thiến thảo. Loài này được (Wiegand) Wiegand mô tả khoa học đầu tiên năm 1904.